# Dolichopus kroeberi
Dolichopus kroeberi är en tvåvingeart som beskrevs av Octave Parent 1929. Dolichopus kroeberi ingår i släktet Dolichopus och familjen styltflugor. Inga underarter finns listade i Catalogue of Life.